# Gledališče opere in baleta Tbilisi
Gruzijsko državno gledališče opera in balet Tbilisi (gruzijsko: თბილისის ოპერისა და ბალეტის სახელმწიფო აკადემიური თეატრი), prej znano kot Cesarsko gledališče Tiflis, je operna hiša, ki stoji na  Rustavelijevi aveniji v Tbilisiju, v Gruzija. Ustanovljeno je bilo leta 1851 in je glavna operna hiša Gruzije in ena najstarejših tovrstnih ustanov v vzhodni Evropi.
Od leta 1896 gledališče deluje v eksotični neomavrski zgradbi, ki jo je prvotno oblikoval Victor Johann Gottlieb Schröter, ugledni arhitekt baltsko nemškega izvora. Čeprav je orientalska po svojem okrasju in slogu, so postavitev stavbe, preddverje in glavna dvorana tipična evropska operna hiša. Gledališče je od ustanovitve poškodovalo več požarov in je pod sovjetskim in gruzijskim vodstvom doživelo večja obnovitvena dela; zadnji obnovitveni napor, zaključen januarja 2016, je trajal šest let in stal približno 40 milijonov ameriških dolarjev, ki jih je podarila gruzijska poslovna fundacija.
Operna hiša je eno izmed središč kulturnega življenja v Tbilisiju in je bila nekoč dom Zacharia Paliašvilija, gruzijskega narodnega skladatelja, katerega ime je nosila institucija od leta 1937. Gledališče je tudi dom Državnega baleta Gruzije pod vodstvom mednarodno priznane gruzijske balerine Nine Ananiašvili. V zadnjih letih je gostilo operne zvezde, kot sta Montserrat Caballé in José Carreras  in je hkrati tudi tradicionalno prizorišče državnih praznovanj in predsedniških inavguracij.

## Poreklo in družbeno-politična podlaga
Ustanovitev Cesarske opere Tiflis je bila tesno prepletena z burnimi političnimi procesi v Gruziji po aneksiji države s strani Ruskega imeprija leta 1801. V prvi polovici 19. stoletja je Gruzija ostala nemiren in slabo integriran del imperija. Nezadovoljna z rusko politiko je leta 1832 gruzijska aristokracija izpostavila zaplet proti lokalnim ruskim oblastem, kar so te odkrile in je v naslednjih letih povzročilo več aretacij in represijo. V želji po uskladitvi gruzijskega mnenja glede na te dolgotrajne težave je novi kavkaški podkralj Mihail Voroncov uresničil številne kulturne pobude, ena od njih je bila ustanovitev opere. Deklarirani namen njene ustanovitve je bil, da koristi 'blaginji javnosti', vendar je služil tudi pomembnemu političnemu cilju, da se v celoti vključi lokalna gruzijska aristokracija v cesarsko družbeno življenje in jo tako odvrne od vseh nadaljnjih proruskih zarot .
Da bi zadovoljil Gruzijce, je Voroncov podpiral gledališke predstave v gruzijskem jeziku in storil vse, da bo Sankt Petersburg dopustil zmago nad domačini. Tovrstna prizadevanja so bila še posebej pomembna glede na nenehni Šamilov upor na Severnem Kavkazu, zaradi česar so nekateri Rusi videli gruzijske aristokrate kot edino oporo, ki je ščitila južne ruske cesarske meje. Spravljiva prizadevanja Voroncova niso bila pri vseh sprejemljiva, saj niso bili vsi Rusi navdušeni nad ne-ruskimi prispevki h kulturnemu razvoju mesta; nekateri so nasprotovali produkciji v gruzijskem jeziku in jih premeščali na različne dni, da ne bi nastopali pred rednimi opernimi predstavami.
Na Voroncovo pobudo je bila prvotna lokacija gledališča izbrana na aveniji Rustaveli na Erevanskem trgu, območju, ki jo je uprava pravilno načrtovala kot središče širitve mesta. Zemljišče so dobili brezplačno od guvernerja Tiflisa pod pogojem, da bo gledališče pripadlo mestu.
Temelji Cesarskega gledališča Tiflis so bili položeni 15. aprila 1847. Za nadziranje projekta je bil najet italijanski arhitekt Giovanni Scudieri, ki je v Tiflis prišel iz Odese. Gradnja je bila končana leta 1851. Notranjost gledališča je okrasil pariški oblikovalec, pri čemer je uporabljal barvne žamete, zlate in srebrne detajle ter drago svilo. Ogromen lestenec, težak 1218 kilogramov, zložen v 12 velikih škatlah, je z ladjo iz Marseillea prispel v Kulevi, na obalo Črnega morja in ga pripeljali v več kot 300 kilometrov oddaljen Tiflis. Ruski slikar Grigory Gagarin je ustvaril umetniško delo za gledališče in njegovo prvo odrsko zaveso. Drugo zaveso je zasnoval Sergo Kobuladze v 1950-ih. Voroncov je za prvega režiserja gledališča imenoval pisatelja Vladimirja Solloguba.

## Otvoritev in prva predstava
12. aprila 1851 je gledališče pripravilo slavnostno odprtje, ki se ga je udeležila visoka družba Tiflisa. Ker gledališki oder še ni bil dokončan, je gledališče namesto tega organiziralo ples v maskah in dobrodelno zbiranje sredstev za žensko šolo sv. Nine.
Nekaj mesecev pozneje je priljubljeni pariški časopis L'Illustracija (številka 25. oktobra 1851) natisnil velik članek Edmonda de Baresa z dvema slikama notranjosti gledališča. Avtor je zapisal: »To je edino gledališče v mestu, katerega notranjost je povsem mavrska v slogu in je nedvomno eno najbolj elegantnih, lepih in očarljivih gledaliških stavb, ki jih je zasnoval človek«.
Spomladi 1851 je gledališki režiser povabil v Tiflis italijansko operno zasedbo, ki je gostovala po Ruskem cesarstvu pod dirigentskim vodstvom Francisca Asenjo Barbierija. Italijani so iz Novečerkaska odpotovali s kočijo, a so prišli bolni in izčrpani, ko so se podali v Kavkaško gorovje. Ko so dosegli Stavropol na jugu Rusije, so izgubili potrpljenje in zavrnili nadaljevanje v Tiflis. Nazadnje so le nadaljevali in si pogosto privoščili počitek, ko so potovali po gruzijski vojaški cesti, preden so 9. oktobra 1851 prispeli v Tiflis.
Mesec dni kasneje se je v Tiflisu uradno odprla prva gledališka sezona z Lucijo di Lammermoor Gaetana Donizettija. Domačini so po spektaklu, ki je doživel velik uspeh, gostili Barbierija in družbo na levem bregu reke Kure, kjer so ljudje celo noč slavili na čolnih.
Italijani so v treh mesecih uprizorili 12 različnih opernih predstav. Posledično je orkester obogatil z novimi inštrumenti in glasbenimi partiturami. V Tiflis so prišli tuji izvajalci, nekateri so se tam tudi naselili.

## Požar in rekonstrukcija
11. oktobra 1874 se je pred predstavo Norme Vincenza Bellinija, vnel požar. Čeprav je bila gasilska enota čez cesto, se gasilci sprva niso odzvali in niso pripeljali lestev, češ da je požar nameren, kar je povzročilo ogorčenje in obtožbe. Gledališče je bilo popolnoma uničeno, vključno z bogato glasbeno knjižnico, kostumi, kulisami, rekviziti in vse Gagarinove slike.
Izdelani so bili načrti za obnovo operne hiše. Gledališče se je odločilo, da bo nadaljevalo sezono iz Poletnega gledališča in se 27. decembra vrnilo s svojo produkcijo Norme.
V mestu so izvedli natečaj za novo arhitekturno zasnovo. Zmagovalno zasnovo je predložil Viktor Schröter, arhitekt nemškega porekla iz Sankt Petersburga. Za izgradnjo novega gledališča so bila potrebna leta. V celotnem projektu so bile ponavljajoče se zamude projekta, ki ga je vladni veliki knez Mihael Nikolajevič uradno odobril do leta 1880. Tudi po izgradnji so se dela še zaključevala.
Gledališče se je dokončno odprlo leta 1896.

## 20. stoletje
Leta 1937 se je gledališče preimenovalo v čast Zacharia Paliašvilija, enega izmed gruzijskih narodnih skladateljev. Nemiri in destabilizacija v Gruziji v 1999-ih so vplivali na operno gledališče v Tbilisiju, tako kot na mnoge druge v državi. Vlada ni mogla zagotoviti dovolj sredstev za delovanje gledališča: to je preprečilo ustvarjanje novih kulis ali kostumov, zaposlovanje umetnikov in vzdrževanje že tako ranljive stavbe. Po revoluciji vrtnic pa je novoizvoljena vlada izboljšala stanje v operi kot del svojih kulturnih reform.